# 28484 Aishwarya
28484 Aishwarya è un asteroide della fascia principale. Scoperto nel 2000, presenta un'orbita caratterizzata da un semiasse maggiore pari a 2,2111012 UA e da un'eccentricità di 0,1731243, inclinata di 4,71353° rispetto all'eclittica.
L'asteroide è dedicato ad Aishwarya Ananda Vardhana (1994), premiata al secondo posto 2011 all'Intel International Science and Engineering Fair per il suo progetto nelle scienze matematiche. Aishwarya è un nome proprio indiano femminile.